# Acusações de abuso sexual infantil de 1993 contra Michael Jackson
Em 1993, Evan Chandler, um dentista e roteirista de Los Angeles, acusou o cantor americano Michael Jackson de abusar sexualmente de Jordan Chandler, seu filho de 13 anos. Michael Jackson fez amizade com Jordan Chandler depois de ter alugado um veículo do padrasto de Jordan. Inicialmente, Evan Chandler incentivou essa amizade, mas posteriormente confrontou sua ex-esposa June, que tinha a guarda de Jordan, com suspeitas de que seu filho tinha uma relação inadequada com Michael Jackson.
Chandler queria resolver a questão com um acordo financeiro, mas ele e Michael Jackson não conseguiram chegar a um acordo sobre o valor. Em julho, Jordan relatou a um psiquiatra e à polícia que Michael Jackson o havia abusado sexualmente, desencadeando uma investigação. Alguns membros da equipe de Michael Jackson relataram comportamento inadequado por parte de Michael, mas a polícia descartou seus relatos como não confiáveis, pois eles haviam vendido suas histórias para tabloides ou tinham ressentimentos contra Michael Jackson. A equipe jurídica de Michael Jackson afirmou que Evan Chandler estava tentando extorquir Michael, citando uma gravação telefônica na qual ele dizia que iria "humilhar" Michael e "ganhar muito".
Em agosto de 1993, quando a segunda parte da turnê mundial Dangerous World Tour de Michael Jackson começou, as notícias das acusações chegaram ao público e receberam atenção da mídia mundial. Michael Jackson cancelou o restante da turnê, alegando problemas de saúde decorrentes do escândalo. Em setembro, os Chandlers entraram com uma ação judicial contra Michael Jackson. Eles e Michael Jackson chegaram a um acordo financeiro em janeiro de 1994; Michael Jackson e sua equipe jurídica enfatizaram que o acordo não era uma admissão de culpa. A investigação não encontrou evidências físicas contra Michael Jackson. Em setembro de 1994, a investigação foi encerrada após os Chandlers se recusarem a cooperar, deixando o caso sem sua principal testemunha.
As acusações afetaram a imagem pública e a posição comercial de Michael Jackson. Vários de seus acordos de patrocínio foram cancelados, incluindo sua longa parceria de uma década com a Pepsi. Acusações semelhantes foram feitas por outras partes, o que levou ao julgamento People v. Jackson em 2005, no qual Michael Jackson foi considerado inocente de todas as acusações. Em novembro de 2009, cinco meses após a morte de Michael Jackson, Evan Chandler cometeu suicídio após vários anos de depressão e distanciamento de sua família.

## Contexto

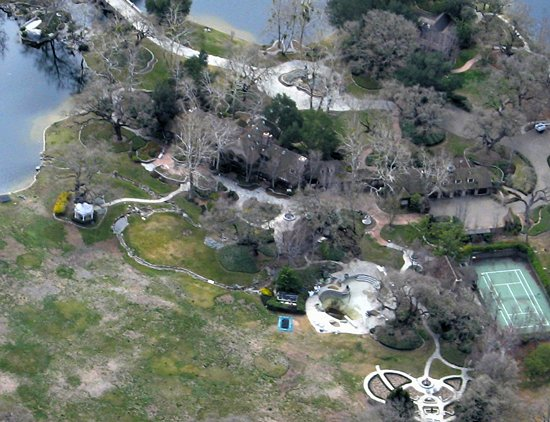
A residência de Michael Jackson, o Rancho Neverland, onde o abuso sexual teria ocorrido

Segundo o Consequence of Sound, em 1993, o astro pop americano Michael Jackson era o músico mais popular do mundo. Em fevereiro daquele ano, o carro de Michael Jackson quebrou e foi rebocado para uma oficina local chamada Rent-A-Wreck. O proprietário da Rent-A-Wreck, David Schwartz, ligou para sua esposa, June Chandler-Schwartz, para que ela conhecesse Michael Jackson. Ela levou seu filho de um casamento anterior, Jordan Chandler. O pai de Jordan, Evan Chandler, era um dentista que tratava celebridades de Hollywood. Ele também era roteirista e coescreveu a comédia de 1993 Robin Hood: Men In Tights. 
Michael Jackson e Jordan se tornaram próximos; o National Enquirer publicou uma reportagem em destaque intitulada "A Nova Família Adotada de Michael", insinuando que Michael havia "roubado" Jordan de Evan. Michael Jackson convidou Jordan, sua meia-irmã e sua mãe para visitar sua casa, o Rancho Neverland, nos finais de semana. Eles também faziam viagens para Las Vegas e Flórida. Essas viagens interferiam nas visitas agendadas entre Jordan e Evan, com Jordan preferindo visitar o Rancho Neverland.
Em maio, Evan encorajou Michael Jackson a passar mais tempo com Jordan. Evan sugeriu que Michael Jackson construísse uma extensão em sua casa; quando a permissão de planejamento foi negada, Chandler sugeriu que Michael Jackson comprasse uma casa para ele. No mesmo mês, Jordan e June viajaram com Michael Jackson para Mônaco para o World Music Awards. De acordo com o advogado de June, Michael Freeman, Evan ficou com ciúmes e se sentiu excluído. Após seu retorno, Michael Jackson ficou na casa de June e David Schwartz por cinco dias; Michael Jackson dormia em um quarto com Jordan e seu meio-irmão. Evan disse que foi nesse momento que ele começou a suspeitar de conduta sexual imprópria por parte de Michael Jackson, embora tenha afirmado que Michael e Jordan estavam vestidos quando ele os viu na cama juntos, e nunca afirmou ter testemunhado conduta sexual imprópria. O contato entre Jordan e Michael chegou ao fim em junho de 1993.

## Acusações
Em 8 de julho de 1993, Schwartz ligou para Evan para discutir o relacionamento de Jordan com Michael Jackson. Sem o conhecimento de Evan, Schwartz gravou a ligação telefônica. Chandler foi hostil em relação a Michael Jackson, descrevendo-o como "mau". Ele disse que contratou "o pior filho da puta que pôde encontrar", o advogado Barry Rothman, para humilhar Michael Jackson, e disse:
Assim que eu fizer essa ligação, esse cara vai destruir todos que aparecerem à vista da maneira mais desonesta, desagradável e cruel que ele puder. Eu dei a ele total autoridade para fazer isso (...). Se eu for adiante com isso, eu vou ganhar muito. Não tem como eu perder. Vou conseguir tudo o que eu quero e eles serão destruídos para sempre (...). A carreira de Michael vai acabar (...).  Esse homem será humilhado além do que se pode imaginar. Ele não vai acreditar no que vai acontecer com ele, será além dos seus piores pesadelos. Ele não vai vender mais um disco.
Quando Schwartz perguntou como isso afetaria Jordan, Chandler respondeu:
Isso é irrelevante para mim. O que importa é que sim, a mãe dele está prejudicando ele, e Michael está prejudicando ele. Eu posso provar isso, e vou provar. Me custou dezenas de milhares de dólares para obter as informações que eu obtive, e você sabe que eu não tenho esse tipo de dinheiro. Estou disposto a enfrentar problemas financeiros por isso.
Em agosto, Chandler extraiu um dos dentes de Jordan. Enquanto Jordan estava sob os efeitos do sedativo, Evan perguntou se Michael já havia tocado em seu pênis; Jordan respondeu que sim.
Chandler e sua equipe jurídica abordaram Michael Jackson pedindo 20 milhões de dólares, ameaçando levar a disputa a um tribunal criminal. Michael Jackson recusou, dizendo: "De jeito nenhum". Algumas semanas depois, a equipe jurídica de Michael Jackson fez uma contraoferta de 1 milhão de dólares, que foi recusada por Chandler, que então solicitou 15 milhões. Michael Jackson recusou e baixou sua oferta para 350 mil dólares, que Chandler também recusou. De acordo com algumas fontes, Evan buscou, sem sucesso, um contrato de produção cinematográfica de 20 milhões de dólares com Michael Jackson para evitar ir ao tribunal. Em outubro de 1994, Mary A. Fischer da GQ  relatou que foi Chandler quem inicialmente acusou Michael Jackson de abusar de seu filho, antes que ele exigisse um contrato de roteirista de Michael em vez de ir à polícia.
Em 15 de julho, o psiquiatra infantil Mathis Abrams escreveu para Barry Rothman, o advogado de Evan, que estava buscando a opinião de um especialista para ajudar a estabelecer as acusações contra Michael Jackson. Abrams escreveu que havia "suspeita razoável" de abuso sexual, mesmo sem ter conhecido Evan ou Jordan. Ele também disse que, se este não fosse um caso hipotético, ele seria obrigado por lei a relatar o assunto ao Departamento de Serviços às Crianças (DSC) do Condado de Los Angeles. Em 17 de agosto, Evan levou Jordan até Abrams e disse a ele que Jordan havia sido abusado sexualmente. Durante uma sessão de três horas, Jordan disse a Abrams que Michael Jackson havia abusado sexualmente dele por meses e deu relatos gráficos de masturbação e sexo oral. Jordan repetiu essas acusações à polícia e descreveu o pênis de Michael Jackson. De acordo com os relatórios do DSC do condado, Jordan teve dificuldade em lembrar os horários e as datas de seu suposto abuso sexual, mas foi consistente em sua história.

## Investigação
Em 18 de agosto de 1993, a Unidade de Exploração Sexual de Crianças do Departamento de Polícia de Los Angeles iniciou uma investigação criminal contra Michael Jackson. June Chandler inicialmente disse à polícia que não acreditava que Michael Jackson tivesse molestado seu filho; no entanto, sua posição mudou alguns dias depois. Em 21 de agosto, um mandado de busca foi emitido, permitindo que a polícia realizasse uma busca no Rancho Neverland. A polícia interrogou trinta crianças que eram amigas de Michael Jackson, e todas afirmaram que ele não era um molestador de crianças. Gary Hearne, o motorista de Michael Jackson, testemunhou em seu depoimento que levava Michael à casa de Jordan durante a noite e o buscava pela manhã por um período de cerca de trinta dias.
Em 24 de agosto, dia em que as acusações se tornaram públicas, Michael Jackson começou a terceira parte de sua Dangerous World Tour em Bangkok. Naquele dia, Anthony Pellicano, um detetive particular contratado por Michael Jackson, realizou uma coletiva de imprensa acusando Chandler de tentar extorquir 20 milhões de dólares de Michael Jackson. Ele não mencionou que Michael Jackson havia feito várias contraofertas. A família Jackson também realizou uma coletiva de imprensa, dizendo que era sua "crença inequívoca" que Michael foi vítima de extorsão. Em 26 de agosto, os promotores de Jackson divulgaram uma fita de áudio em que ele se desculpava com seus fãs por cancelar seu segundo show em dois dias.
Em 31 de agosto, a advogada Gloria Allred realizou uma coletiva de imprensa afirmando que ela havia sido contratada em nome dos Chandlers e deu a entender que um processo civil contra Michael Jackson seria feito. Em 10 de setembro, Allred disse que estava fora do caso, recusando-se a fazer mais comentários sobre o motivo. Em 13 de setembro, os Chandlers contrataram Larry R. Feldman, ex-presidente da Ordem dos Advogados do Condado de Los Angeles.
Em 6 de outubro de 1993, Jordan Chandler passou por uma entrevista psiquiátrica com o Dr. Richard Gardner em Nova Iorque. O Dr. Gardner formulou a Síndrome de Alienação Parental (SAP) em 1985, um distúrbio que surge principalmente no contexto de disputas de custódia de crianças. Jordan deu seu relato sobre o que supostamente aconteceu entre ele e Michael Jackson em maio de 1993, durante sua viagem a Mônaco para o World Music Awards. Em 8 de novembro, a polícia revistou a casa da família Jackson, Hayvenhurst.
Os Schwartzes entregaram a fita da conversa de julho entre Chandler e Schwartz às autoridades, que vazaram para a imprensa. A conversa gravada foi um aspecto crítico da defesa de Michael contra as acusações feitas contra ele. Michael Jackson e seus apoiadores argumentaram que ele foi vítima de um pai ciumento cujo único objetivo era extorquir Michael Jackson. A fita foi divulgada publicamente por Pellicano, o detetive particular, após edições terem sido feitas.

### Depoimento de funcionários e outras crianças
Brett Barnes, de 11 anos, disse publicamente que dividiu a cama com Michael Jackson, mas insistiu que não houve abuso sexual: "Eu estava de um lado da cama e ele do outro. Era uma cama grande." Wade Robson, de 10 anos, disse à Fox Television que também dividia a cama com Michael Jackson, mas que nada sexual havia acontecido. Vários pais reclamaram das técnicas investigativas agressivas da polícia; eles alegaram que a polícia assustou seus filhos com mentiras como "temos fotos nuas suas" e disse aos pais que seus filhos foram molestados, mesmo que eles tivessem negado.
Em setembro de 1993, policiais viajaram para as Filipinas para entrevistar duas ex-empregadas de Michael Jackson. No entanto, essas ex-funcionárias careciam de credibilidade devido a uma discussão sobre salários atrasados que tiveram com Michael Jackson. Um ex-segurança fez várias alegações contra Michael Jackson, dizendo que ele foi demitido porque "sabia demais" e alegou que recebeu ordens de Michael para destruir uma foto de um menino nu. Em vez de relatar esse suposto evento à polícia, ele vendeu a história para o programa de televisão Hard Copy por 150 mil dólares. Em 13 de dezembro de 1993, a empregada de Michael Jackson, Blanca Francia, alegou que "pediu demissão em desgosto" após ver Michael no chuveiro com uma criança, mas não informou o ocorrido à polícia. Lisa D. Campbell relatou que Francia foi demitida em 1991 e vendeu sua história para o Hard Copy por 20 mil dólares. No entanto, quando Diane Dimond entrevistou Francia no seu programa, ela negou ter sido demitida, mas reconheceu ter sido compensada pelo Hard Copy.
Em 2 de dezembro de 1993, o advogado Charles Mathews realizou uma coletiva de imprensa sobre seus clientes que supostamente estavam sendo ameaçados e assediados pelas manobras de Anthony Pellicano. Mathews estava representando os ex-guardas de segurança de Michael Jackson em um processo de demissão injusta movido em 22 de novembro. O processo alegou demissão injusta devido ao "conhecimento pessoal em primeira mão de muitas das visitas noturnas [de Michael Jackson] com meninos".

### Investigação de Chandler
A polícia também iniciou uma investigação contra Evan Chandler por extorsão, descobrindo que ele estava devendo 68,4 mil dólares em seus pagamentos de pensão alimentícia, apesar de ser bem remunerado como dentista. Após uma investigação de cinco meses, o promotor público do condado de Los Angeles, Michael Montagna, divulgou uma declaração pública afirmando que nenhuma acusação foi feita contra Chandler, citando a falha dos advogados de Michael Jackson em registrar a extorsão em tempo hábil e a disposição de Michael Jackson de negociar com Chandler por vários semanas. Montagna explicou que acordos eram encorajados, pois eram favorecidos pela lei. Montagna também disse que as discussões entre os representantes de Michael Jackson e Barry K. Rothman, advogado de Chandler na época, pareciam ter sido tentativas de resolver um possível caso civil, não tentativas de extorquir dinheiro.

### Uso de sedativos
Chandler admitiu que usou o sedativo amobarbital durante a cirurgia dentária de Jordan, durante a qual Jordan disse que Michael Jackson havia tocado seu pênis. O amobarbital é um barbitúrico que coloca as pessoas em estado hipnótico quando injetado por via intravenosa. Estudos realizados em 1952 demonstraram que ele possibilitava a implantação de falsas memórias. De acordo com Alison Winter, historiadora da ciência da Universidade de Chicago, esses tipos de drogas colocam as pessoas em um estado de "extrema sugestionabilidade (...). As pessoas captam as pistas sobre o que os interrogadores querem ouvir e repetem isso de volta".
Mark Torbiner, o anestesiologista dentista que administrou o medicamento, disse à GQ que, se o amobarbital foi usado, "foi para fins odontológicos". De acordo com Diane Dimond do tabloide Hard Copy, os registros de Torbiner mostram que glicopirrolato e hidroxizina foram administrados em vez de amobarbital. A Drug Enforcement Administration estava investigando a administração de drogas por parte de Torbiner durante visitas domiciliares, onde ele dava morfina e demerol aos pacientes. As credenciais de Torbiner junto ao Conselho de Examinadores Odontológicos indicavam que ele estava restrito por lei a administrar drogas exclusivamente para procedimentos odontológicos, mas ele não havia aderido a essas restrições; por exemplo, ele havia aplicado anestesia geral em Barry Rothman, o então futuro advogado de Chandler, durante procedimentos de transplante capilar. Torbiner havia apresentado Rothman a Chandler em 1991, quando Rothman precisava de tratamento odontológico.

### Revista íntima
Em 10 de fevereiro de 1993, Michael Jackson havia revelado em uma entrevista na televisão que tinha vitiligo, uma doença de pele que destrói a pigmentação da pele e cria manchas. A entrevista foi assistida por 90 milhões de telespectadores e, após sua exibição, informações especializadas sobre vitiligo foram amplamente divulgadas na mídia. De acordo com Pellicano, Jordan Chandler disse em julho de 1993 que Michael Jackson levantou a camisa uma vez para mostrar as manchas em sua pele.
Em 20 de dezembro de 1993, os investigadores do Departamento do Xerife do Condado de Santa Bárbara e do LAPD emitiram a Michael Jackson um mandado de revista íntima, pois a polícia queria verificar a descrição de Jordan da anatomia privada de Michael Jackson. Os policiais fotografaram todo o corpo de Michael Jackson. A polícia estava procurando por descoloração, qualquer sinal de vitiligo de que Jordan havia falado ou qualquer outra doença de pele. A recusa em cumprir teria sido usada no tribunal como uma indicação de culpa.
Presentes pela acusação estavam o promotor público Tom Sneddon, um detetive, um fotógrafo e um médico. Presentes em nome de Michael Jackson estavam seus dois advogados, um médico, um detetive, um guarda-costas e um fotógrafo. Os advogados e Sneddon concordaram em deixar a sala quando a examinação fosse realizada. Por insistência de Michael Jackson, o detetive da acusação também saiu. Em estado emocional, Michael Jackson ficou em uma plataforma no meio da sala e se despiu. A revista durou cerca de 25 minutos. Não houve contato físico.
Em 28 de janeiro de 1994, a Reuters e o USA Today relataram que uma fonte não identificada havia dito que as fotos não correspondiam à descrição de Jordan. De acordo com o detetive do LAPD e especialista em pedofilia Bill Dworin, que falou com a NBC News em fevereiro de 2003, a descrição de Jordan combinava com as fotos da genitália de Michael Jackson. Dworin não acreditava que as acusações de Jordan fossem forjadas. O promotor e o fotógrafo do xerife afirmaram que a descrição era precisa, mas os jurados acharam que as fotos não correspondiam à descrição. Em março de 1994, a mãe de Michael Jackson, Katherine, foi chamada para testemunhar perante o Grande Júri do Condado de Los Angeles. Os investigadores perguntaram se seu filho havia alterado a aparência de sua genitália. Jordan afirmou que Michael Jackson era circuncidado. No entanto, o relatório da autópsia de Michael Jackson mostrou que ele não havia sido circuncidado e seu prepúcio parecia intacto, sem sinais de restauração cirúrgica.
Em 4 de janeiro de 1994, Larry Feldman entrou com um pedido no tribunal na tentativa de obter as fotografias policiais de Michael Jackson.  O pedido apresentava uma opção de "múltipla escolha": fornecer cópias das fotografias, submeter Jackson a uma segunda busca ou proibir as fotografias de serem usadas como evidência no julgamento civil. Feldman disse que o escritório do promotor recusou anteriormente o pedido dessas fotos. Os advogados de Michael Jackson pediram a um juiz do condado de Santa Bárbara que ordenasse aos promotores que devolvessem as fotos nuas, temendo que elas se tornassem públicas, mas o pedido foi negado.

## Acusações de La Toya Jackson

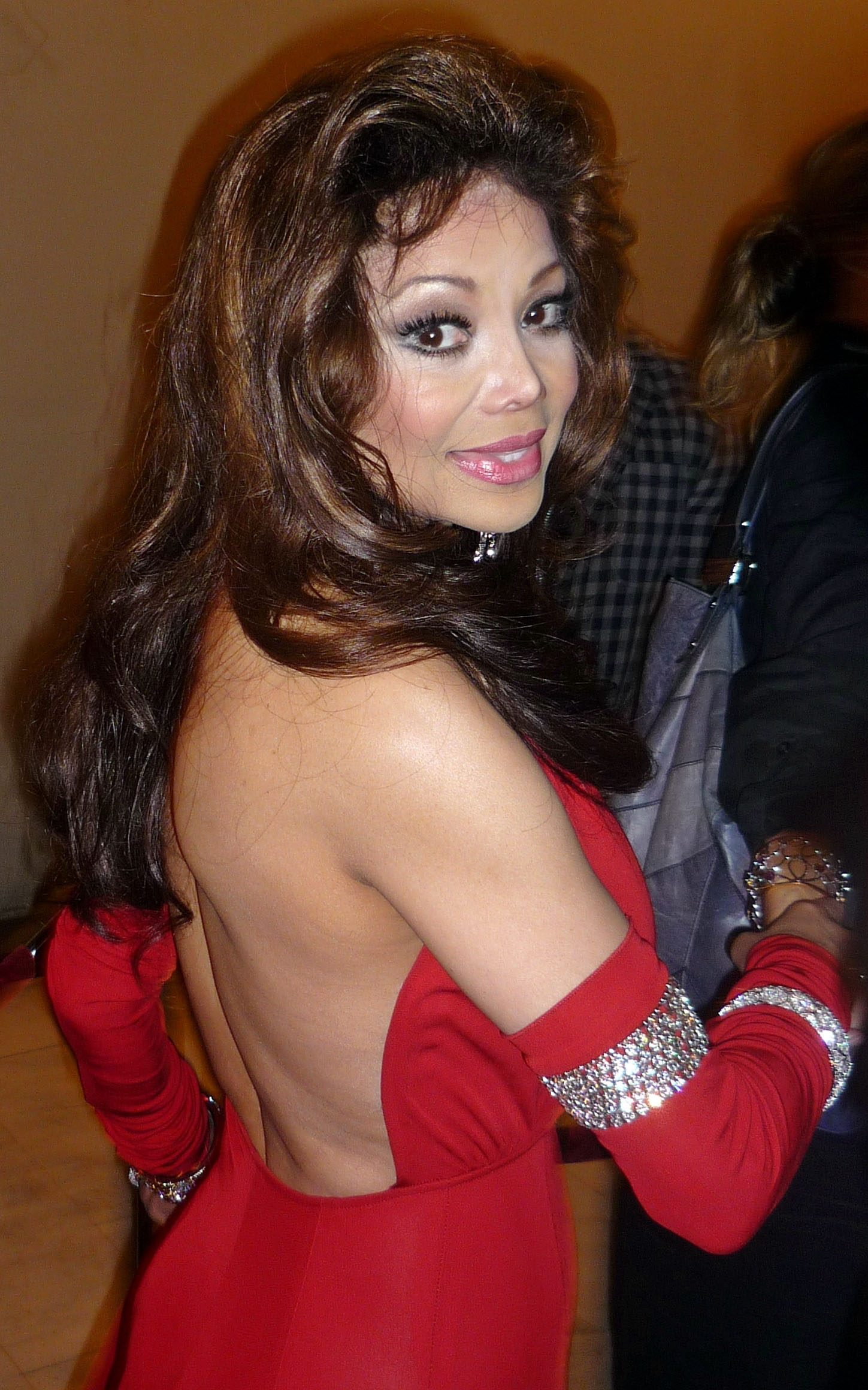
La Toya Jackson, a irmã de Michael, em 2010

Em 2 de setembro de 1993, como convidada do programa Today, a irmã de Michael Jackson, La Toya Jackson, expressou apoio a seu irmão, afirmando: "Eu apoio [Michael] mil por cento... Se você pensar bem, ele foi condenado antes mesmo de um julgamento". Na mesma entrevista, ela disse que não sabia dizer se as acusações eram verdadeiras e que, por não ser juíza, não poderia avaliar isso. Algumas semanas depois, no programa Maury, La Toya disse que Michael Jackson estava sendo condenado pelo público sem ter sido acusado de nenhum crime. Ela disse que não havia nada de inapropriado no relacionamento dele com as crianças e que nunca acreditaria em tais alegações.
No entanto, em 8 de dezembro de 1993, La Toya, que estava afastada da família Jackson e não via seu irmão há vários anos, disse que Michael Jackson era um pedófilo. Ela disse ter visto cheques sendo feitos às famílias de diferentes meninos e que o abuso físico que Michael sofreu na infância o transformou em um agressor. Ela e seu então marido, Jack Gordon, também disseram que Michael Jackson tentou sequestrá-la e matá-la. Em 9 de dezembro, La Toya repetiu suas suspeitas para Katie Couric no Today: "Eu sei que ele recebia meninos o tempo todo e eles ficavam em seu quarto por dias. Depois eles saíam (...). Haveria outro menino e ele traria outra pessoa, mas nunca dois de cada vez."
La Toya disse que tinha provas da pedofilia de Michael e ofereceu-se para revelá-las por 500 mil dólares. Uma guerra de lances entre os tabloides dos EUA e do Reino Unido começou, mas fracassou quando, como escreveu o biógrafo de Michael, J. Randy Taraborrelli, "ela não tinha muito a oferecer, afinal". A família Jackson a deserdou e, anos depois, ela se retratou das acusações, dizendo que havia sido forçada a fazê-las pelo marido. Antes de fazer as acusações, Gordon havia sido preso por agredi-la e o casal se divorciou três anos depois. Na virada do milênio, Michael Jackson perdoou sua irmã. Em 2009, ao retratar suas declarações de 1993 para a apresentadora Barbara Walters, ela disse que Michael Jackson não era um pedófilo e nunca teve relações impróprias com uma criança.

## Lisa Marie Presley
De acordo com Chris Cadman, Michael Jackson conheceu a cantora Lisa Marie Presley por volta de 26 de maio de 1974, durante um noivado do Jackson 5 em Lake Tahoe. Seu pai, Elvis Presley, estava fechando um contrato de duas semanas no Sahara Tahoe enquanto o Jackson 5 estava prestes a começar um. Em novembro de 1992, Michael Jackson se reconectou com Lisa Presley por meio de um amigo em comum, e eles se falavam quase todos os dias por telefone. Conforme as acusações de abuso se tornaram públicas, ele passou a depender de Lisa Presley para obter apoio emocional; ela estava preocupada com a saúde debilitada dele. Ela afirmou: "Eu acreditava que ele não tinha feito nada de errado e que ele foi acusado injustamente e, sim, comecei a me apaixonar por ele. Eu queria salvá-lo. Eu senti que conseguiria". Ela o descreveu em uma ligação como drogado, incoerente e delirante. Ele a pediu em casamento por telefone no final de 1993, dizendo: "Se eu te pedisse em casamento, você aceitaria?". Eles se divorciaram menos de dois anos depois.

## Saúde de Michael Jackson
Michael Jackson começou a tomar analgésicos para suas cirurgias no couro cabeludo após um acidente durante a gravação de um comercial da Pepsi em 1984 e se tornou dependente deles para lidar com o estresse das acusações. Poucos meses após as acusações se tornarem públicas, ele havia perdido aproximadamente 10 quilos e parado de comer. De acordo com Michael Jackson, ele tinha tendência a parar de comer quando "muito chateado ou magoado" e sua amiga Elizabeth Taylor tinha que fazê-lo comer: "Ela pegava a colher e colocava na minha boca". Ele disse que acabou ficando inconsciente e teve que ser alimentado por via intravenosa.
Enquanto estava no México em 8 de novembro de 1993, em um depoimento judicial não relacionado ao suposto abuso infantil, Michael Jackson parecia sonolento, com falta de concentração e falava de forma arrastada. Ele disse que não conseguia se lembrar das datas de lançamento de seus álbuns ou dos nomes das pessoas com quem trabalhou e levou vários minutos para citar alguns de seus álbuns recentes. Em 12 de novembro, Michael Jackson cancelou o restante de sua turnê e voou para Londres com Elizabeth Taylor e seu marido. Quando Michael Jackson chegou ao aeroporto, ele desmaiou e foi levado às pressas para a casa do empresário de Elton John e depois para uma clínica. Quando ele foi revistado em busca de drogas na entrada, foram encontrados 18 frascos de medicamentos em uma mala. Michael Jackson reservou todo o quarto andar da clínica e foi colocado em um tratamento intravenoso de diazepam para se desintoxicar dos analgésicos. Enquanto estava na clínica, ele participou de sessões de terapia em grupo e individuais.
Em 15 de novembro, o advogado de Michael Jackson, Bert Fields, falou publicamente sobre o último encontro deles na Cidade do México e sobre o vício de Michael Jackson em analgésicos: "[Michael] estava correndo perigo de vida se continuasse tomando essas enormes quantidades de drogas. Ele mal conseguia funcionar adequadamente em um nível intelectual". Fields insistiu que um centro de reabilitação de drogas nos Estados Unidos não teria a privacidade que Michael queria. Ele também afirmou que seu cliente não estava tentando fugir da investigação: "Se Michael Jackson queria uma desculpa para ficar fora dos Estados Unidos, tudo o que ele tinha que fazer era permanecer em sua turnê". Em 23 de novembro, Fields renunciou ao caso.

## Resposta de Michael Jackson
Em 22 de dezembro de 1993, Michael Jackson respondeu às acusações pela primeira vez via satélite do Rancho Neverland. Ele negou todas as acusações e declarou sua intenção de provar sua inocência. Ele acusou a mídia de manipular as acusações para "chegar às suas próprias conclusões" e descreveu a busca policial "desumanizadora" como "a provação mais humilhante da minha vida".
Como você já deve saber, depois que minha turnê terminou, permaneci fora do país em tratamento por uma dependência de analgésicos... Houve muitas declarações repugnantes feitas recentemente sobre alegações de conduta imprópria da minha parte. Essas afirmações sobre mim são totalmente falsas... direi que estou particularmente chateado com a cobertura do assunto pelos incríveis e terríveis meios de comunicação de massa. A cada oportunidade, a mídia dissecou e manipulou essas acusações para chegar a suas próprias conclusões. Peço a todos que esperem e ouçam a verdade antes de me rotularem ou me condenarem. Não me tratem como um criminoso, porque sou inocente. Fui forçado a me submeter a um exame desumano e humilhante... Foi a provação mais humilhante da minha vida, uma que nenhuma pessoa deveria sofrer... Mas se é isso que tenho que suportar para provar minha inocência, minha completa inocência, que assim seja.
Em 5 de janeiro de 1994, algumas semanas antes da resolução do caso, Michael Jackson fez um discurso de cinco minutos no 26.º NAACP Image Awards afirmando sua inocência e foi aplaudido de pé. Durante a cerimônia, um apresentador incluiu Michael Jackson em uma lista, chamando-o de "Michael (Inocente até que Se Prove o Contrário) Jackson.

## Reação da mídia
A maioria das informações disponíveis sobre as alegações foram divulgadas (oficialmente ou não) pela acusação e não foram contestadas por Michael Jackson. Ele foi amplamente retratado como culpado pela mídia, que usou manchetes sensacionalistas que implicavam culpa quando o conteúdo em si não sustentava a manchete. Histórias sobre sua suposta atividade criminosa foram compradas, material de investigação policial foi vazado e fotografias desfavoráveis de Michael foram publicadas.
Duas semanas depois que as alegações foram relatadas, a manchete "Michael Jackson: Uma Cortina se Fecha" refletia a atitude da maioria dos tabloides. O New York Post publicou a manchete "Peter Pan ou pervertido". Em um artigo para o Hard Copy, Dimond — uma jornalista que passou os quinze anos seguintes tentando provar que Michael Jackson era um pedófilo — publicou uma história afirmando que havia adquirido "novos documentos da investigação criminal de Michael Jackson, e que eles eram assustadores; eles contiam o nome do ator infantil de cinema Macaulay Culkin". Na verdade, o documento afirmava que Culkin negava ter sido abusado Michael Jackson.
Dois meios de comunicação sensacionalistas compraram documentos confidenciais vazados do LAPD por 20 mil dólares. Vários ex-funcionários de Michael Jackson — a maioria dos quais havia trabalhado em Neverland — venderam histórias que alegavam conduta sexual imprópria por parte de Michael Jackson, em vez de relatar suas alegações à polícia. Um casal pediu 100 mil dólares, alegando que Michael Jackson havia acariciado Macaulay Culkin sexualmente. Por uma taxa de 500 mil dólares, eles também alegariam que Michael Jackson teria colocado as mãos nas calças de Macaulay Culkin. Macaulay Culkin negou veementemente a alegação e voltar a negar novamente no tribunal durante o julgamento de Michael Jackson em 2005.
Quando Michael deixou os Estados Unidos para se submeter ao tratamento de reabilitação de drogas, o Daily Mirror (Reino Unido) realizou um concurso chamado "Encontre o Jacko", oferecendo aos leitores uma viagem à Disney World se eles pudessem prever corretamente onde Michael apareceria em seguida. Uma manchete do Daily Express dizia "Estrela do tratamento de drogas enfrenta a vida fugindo", enquanto uma manchete do News of the World dizia que Michael Jackson era um fugitivo. Esses tabloides também alegaram falsamente que Michael Jackson havia viajado para a Europa para fazer uma cirurgia plástica que o tornaria irreconhecível. Geraldo Rivera montou um julgamento simulado, com um júri formado por membros da plateia, embora Michael não tivesse sido acusado de nenhum crime. Uma pesquisa da época, conduzida pelo A Current Affair, constatou que quase 75% dos americanos acreditavam que Michael estava dizendo a verdade.

## Ação judicial
Em 14 de setembro de 1993, Jordan Chandler e seus pais entraram com uma ação judicial contra Michael Jackson. A ação alegava que Michael Jackson havia cometido agressão sexual, sedução, conduta dolosa, infligido sofrimento emocional intencional, fraude e negligência. Em novembro, os advogados de Michael Jackson pediram que o caso fosse suspenso por até seis anos ou até que o caso criminal fosse concluído. Preocupações com um julgamento civil durante uma investigação criminal em andamento e o acesso dos promotores às informações do julgamento civil do autor foram motivadas pelos direitos da Quinta Emenda de Michael Jackson. Como dois grandes júris consideraram que não havia provas suficientes para as acusações criminais até o final da investigação, a acusação poderia ter sido capaz de formar os elementos de um caso em torno da estratégia de defesa no julgamento, criando uma situação semelhante a dupla incriminação.
O juiz da Corte Superior, David M. Rothman, ordenou que o depoimento de Jackson fosse agendado antes do final de janeiro de 1994, mas afirmou que poderia reconsiderar se Michael Jackson fosse indiciado por acusações criminais. Michael Jackson concordou em depor em 18 de janeiro. Seus advogados disseram que ele estava ansioso para testemunhar, mas também disseram que poderiam se opor ao depoimento se acusações criminais fossem apresentadas ou ainda estivessem sendo consideradas na data do depoimento. Eles afirmaram que, se as acusações fossem apresentadas, desejariam que o julgamento criminal ocorresse primeiro. No entanto, quando as autoridades notificaram os advogados de Michael Jackson de que esperavam que a investigação continuasse pelo menos até fevereiro, a equipe de Michael Jackson não conseguiu adiar o caso civil. Rothman negou o pedido de adiamento do processo civil até que a investigação criminal fosse concluída e definiu 21 de março de 1994 como a data de início do julgamento.
Pellicano afirmou que as negociações de Chandler foram uma tentativa de extorquir Michael Jackson. Para tentar demonstrar isso, ele apresentou gravações ilícitas de suas negociações com Rothman. Gravações ilícitas geralmente não são admitidas como evidência, mas podem ser usadas na Califórnia quando há ameaça de extorsão. Howard Weitzman entregou as fitas ao escritório do promotor público.
Em 17 de dezembro de 1993, Rothman permitiu que os promotores recebessem informações dos advogados de Michael Jackson e aprovou informações do processo de descoberta [en] para divulgação na mídia. Tanto a equipe de Feldman quanto a de Michael Jackson expressaram preocupações sobre o direito de Michael a um julgamento justo ser comprometido pela discussão pública dos resultados da descoberta. Johnnie Coch e Howard Weitzman, advogados que representavam Michael Jackson, argumentaram que os investigadores estavam tentando usar a ação para avançar em sua investigação criminal, uma técnica que não deveria ser permitida.
Em 24 de janeiro de 1994, os promotores anunciaram que não apresentariam acusações contra Chandler por tentativa de extorsão, pois a equipe de Michael Jackson demorou para relatar a alegação de extorsão à polícia e tentou negociar um acordo por várias semanas. Chandler fez sua exigência de acordo no início de agosto de 1993, e a equipe de Michael Jackson havia apresentado acusações de extorsão contra a equipe de Chandler no final de agosto. Na investigação de extorsão, nunca foi solicitado um mandado de busca para revistar as casas e escritórios de Chandler e Barry Rothman. Nenhum grande júri foi convocado quando ambos se recusaram a dar entrevistas à polícia. Em contraste, a polícia fez buscas nas residências de Michael Jackson apenas com base nas alegações de Jordan, e se esforçou para entrevistar ou intimidar testemunhas. Weitzman disse que eles não haviam ido à polícia antes porque "esperávamos que tudo isso passasse. Tentamos manter o assunto o mais interno possível".

### Acordo
A equipe jurídica de Michael Jackson se reunia três vezes por semana na casa de Taylor para discutir o caso. Eventualmente, eles concordaram que Michael estava muito doente para aguentar um longo julgamento e que ele deveria fazer um acordo fora do tribunal. A ação judicial foi encerrada em 25 de janeiro de 1994, com 15,3 milhões de dólares a serem mantidos em um fundo fiduciário para Jordan, 1,5 milhões para cada um de seus pais e 5 milhões para o advogado da família, totalizando aproximadamente 23 milhões de dólares. De acordo com uma moção apresentada ao juiz Melville em 2004, "o acordo foi feito para abranger todas as alegações globais de negligência, e a ação judicial foi defendida pela seguradora do Sr. Jackson.. A seguradora negociou e pagou o acordo, apesar dos protestos do Sr. Jackson e de seu advogado pessoal".
Em 29 de janeiro de 1994, a Associated Press informou que Michael Jackson havia solicitado que sua seguradora, Transamerica Insurance Group (TIG), contribuísse para o acordo. Um advogado da TIG, Jordan Harriman, fez uma oferta "única" a Michael Jackson em 13 de janeiro para resolver sua solicitação. Michael Jackson recusou a oferta, mas novas negociações se seguiram. Russ Wardrip, um analista de reivindicações da TIG, enviou uma carta registrada em 13 de janeiro ao advogado de Michael Jackson, Howard Weitzman:
...atos de atividade sexual não constituem lesão corporal [acidental]. Além disso, atos de atividade sexual, especialmente aqueles contra um menor, são intrinsecamente intencionais, prejudiciais e errôneos. A cobertura para tais atos é excluída pelo Código de Seguros da Califórnia.
De acordo com o advogado de Michael Jackson, Thomas Mesereau, a seguradora de Michael Jackson era "a fonte dos valores do acordo", conforme observado em um memorando de 2005 no caso People v. Jackson. O memorando também observou que "uma seguradora tem o direito de liquidar reivindicações cobertas pelo seguro quando decide que o acordo é conveniente e o segurado não pode interferir ou impedir tais acordos", conforme estabelecido por vários precedentes na Califórnia. Derrubar esse direito envolveria convencer um tribunal com o poder de anular o precedente de que a decisão anterior  foi tomada de forma errônea ou, mais frequentemente, "claramente" errada (dependendo dos critérios do tribunal) ou o tribunal deve ser convencido a distinguir o caso. Ou seja, tornar a decisão mais restrita do que a do precedente devido a alguma diferença de fatos entre o caso atual e o precedente, ao mesmo tempo em que apoia o resultado alcançado no caso anterior.
Em 2004, Mesereau disse: "As pessoas que pretendiam ganhar milhões de dólares com discos e promoções musicais [de Michael Jackson] não queriam publicidade negativa dessas ações interferindo em seus lucros. Michael Jackson agora se arrepende de ter feito esses pagamentos. Esses acordos foram feitos com uma condição primária – essa condição era que o Sr. Jackson nunca admitisse qualquer conduta errada. [Ele] sempre negou ter feito algo errado (...). O Sr. Jackson agora percebe que o conselho que recebeu estava errado". Michael Jackson explicou por que ele havia feito o acordo: "Eu queria continuar com minha vida. Muitas pessoas já haviam sido prejudicadas. Eu quero fazer gravações. Eu quero cantar. Eu quero me apresentar novamente (...). É meu talento. Meu trabalho árduo. Minha vida. Minha decisão". Ele também queria evitar um "circo midiático". Mesereau disse mais tarde que Michael Jackson se arrependeu de ter feito o acordo.
O acordo não pode ser usado como prova de culpa em futuros processos civis e criminais. Em 1994, Larry Feldman disse que "ninguém comprou o silêncio de ninguém" com o acordo civil. O suborno para não testemunhar em um julgamento é crime de acordo com o Código Penal da Califórnia, seção 138. Receber tal suborno também é crime de acordo com esta lei.

## Encerramento da investigação
O procurador do distrito Gil Garcetti disse que o acordo não afetou o processo criminal e que a investigação estava em andamento. Jordan Chandler foi entrevistado após o acordo por detetives buscando evidências de abuso sexual de crianças, mas nenhuma acusação criminal foi registrada. Em 2 de maio de 1994, o júri do condado de Santa Barbara foi dissolvido sem indiciar Jackson, enquanto um júri do condado de Los Angeles continuou investigando as alegações de abuso sexual.
Em 11 de abril de 1994, a sessão do júri em Santa Barbara foi prorrogada por 90 dias, permitindo reunir mais provas. Fontes da promotoria disseram que ficaram frustradas com a investigação do júri, por não encontrar evidências diretas das acusações de abuso sexual. O júri final dissolveu-se em julho sem retornar uma acusação contra Jackson.
Os Chandlers pararam de cooperar com a investigação criminal por volta de 6 de julho de 1994. A polícia nunca apresentou queixa criminal. Citando a falta de evidências sem o testemunho de Jordan, o estado encerrou sua investigação em 22 de setembro de 1994. A promotora Sneddon e Lauren Weis, chefe da Unidade de Crimes Sexuais do condado, disseram que encerrar a investigação não reflete nenhuma falta de fé no credibilidade das supostas vítimas. Toda a investigação envolveu dois grandes júris e mais de 400 pessoas entrevistadas durante um período de 13 meses.
Sneddon disse que várias pistas foram exploradas, que mais tarde foram descobertas como falsas. De acordo com os grandes júris, as evidências apresentadas pela polícia de Santa Bárbara e pela polícia de Los Angeles não eram suficientemente convincentes para indiciar Jackson ou intimam-no, mesmo que os júris possam indiciar o acusado apenas com provas de boatos. De acordo com uma reportagem de 1994 da Variety, uma fonte em contato com os júris disse que nenhuma das testemunhas havia produzido algo para implicar diretamente Jackson. De acordo com uma reportagem de 1994 do Showbiz Today, um dos grandes jurados afirmou que "não ouviu nenhum testemunho prejudicial" durante as audiências. Os arquivos do FBI divulgados após a morte de Jackson também observaram que a acusação não tinha pistas pendentes.
Em fevereiro de 1994, o grande júri do condado de Santa Bárbara se reuniu para avaliar se as acusações criminais deveriam ser apresentadas. O grande júri do condado de Los Angeles começou em março de 1994. Em 1994, os departamentos de acusação da Califórnia haviam gasto 2 milhões de dólares e convocado dois grandes júris, mas as alegações de Jordan Chandler não puderam ser corroboradas. Em setembro, Sneddon e Garcetti admitiram que a investigação de 18 meses não produziu nenhuma evidência contra Michael Jackson. Os arquivos do FBI sobre Michael Jackson, divulgados após a morte de Michael Jackson, também observaram que a acusação não tinha pistas pendentes.

## Consequências
Uma semana após o acordo em janeiro de 1994, o promotor distrital de Los Angeles, Garcetti, anunciou que apoiava a emenda de uma lei que proibia vítimas de agressão sexual de serem obrigadas a testemunhar em processos criminais. A emenda, apresentada na assembleia estadual em fevereiro, teria permitido imediatamente a Garcetti obrigar o testemunho de Jordan Chandler.
Em 15 de fevereiro de 1994, o programa PBS Frontline exibiu o documentário Tabloid Truth: The Michael Jackson Story sobre o sensacionalismo dos tabloides, que estavam mais preocupado em vender jornais do que relatar uma narrativa precisa do escândalo. O documentário relatou que os empregados domésticos de Michael Jackson, Mark e Faye Quindoy, vendiam histórias sobre Michael Jackson em troca de dinheiro e negociavam por mais dinheiro em relação às alegações de abuso infantil. Eles foram retratados como pessoas não confiáveis. Phillip e Stella LeMarque, outro casal ex-funcionários de Michael Jackson, venderam uma história de abuso infantil para os tabloides por meio do ator de filmes pornográficos Paul Barresi, que uma vez vendeu com sucesso uma história para o National Enquirer. Aproveitando a oportunidade do escândalo, Barresi fez uma gravação em fita de supostas evidências e disse ao tabloide The Globe que pretendia entregá-las ao promotor público. O The Globe e Barresi concordaram em um pagamento de 15 mil dólares pela história. O jornalista da Splash News, Kevin Smith, disse: "Muitas pessoas que afirmaram ter testemunhado Michael Jackson fazendo isso ou aquilo — eles não foram à polícia primeiro. Seu principal interesse era o dinheiro, e eles procuravam jornalistas que pudessem lhes dar dinheiro. Então, nessas circunstâncias, os jornalistas sabem mais sobre o que aconteceu do que a própria polícia".
Três anos depois, Victor M. Gutierrez publicou por conta própria um livro sobre o relacionamento entre Jordan Chandler e Michael Jackson. Gutierrez afirmou que o livro é baseado em um diário que Jordan manteve na época e incluía detalhes de supostos encontros sexuais com Michael Jackson. Segundo o jornal alemão Die Tageszeitung, Gutierrez participou de reuniões da North American Man/Boy Love Association (NAMBLA), grupo que defende a descriminalização da pedofilia e da pederastia, como repórter na década de 1980. Ele disse que o grupo considerava Michael Jackson "um de nós" e insistiam que o relacionamento entre Jordan e Michael era romântico.
Em 1997, Jackson entrou com uma ação civil contra Gutierrez por calúnia após o escritor alegar que tinha uma fita de Michael Jackson molestando seu sobrinho Jeremy, filho de Jermaine Jackson. O júri decidiu a favor de Michael Jackson, concedendo-lhe 2,7 milhões de dólares. Gutierrez fugiu para o Chile após a ação. O advogado de Michael Jackson, Zia Modabber, disse: "Os jurados nos disseram que não apenas queriam compensar o Sr. Jackson e punir Victor Gutierrez, mas enviar uma mensagem de que estão cansados de tabloides mentindo sobre celebridades por dinheiro". Michael Jackson também entrou com um processo de 100 milhões de dólares contra Diane Dimond depois que ela apareceu no programa matinal Ken and Barkley da KABC para discutir a suposta fita de Gutierrez. Após a transmissão do relato, Michael Jackson anunciou que processaria membros da mídia que "espalham mentiras e rumores maliciosos sobre mim em suas tentativas de ganhar dinheiro, beneficiar suas carreiras, vender jornais ou atrair espectadores para assistir seus programas". No entanto, esse processo foi arquivado em 1997.
Jordan se emancipou legalmente de seus pais em 1994, aos 14 anos. Em 1996, Evan Chandler processou Michael Jackson em cerca de 60 milhões de dólares, alegando que Michael Jackson havia violado um acordo de nunca discutir o caso. Em 1999, um tribunal decidiu a favor de Michael Jackson e rejeitou o processo. Em 2006, Jordan acusou seu pai de tê-lo atacado com uma barra de musculação, sufocando-o e borrifando gás de pimenta em seu rosto. As acusações foram retiradas. Em 5 de novembro de 2009, catorze semanas após a morte de Michael Jackson, Evan Chandler foi encontrado morto por suicídio.

### Efeitos na carreira de Michael Jackson
A posição comercial e a imagem pública de Michael Jackson declinaram após as acusações.  O governo de Dubai proibiu suas apresentações em resposta a uma campanha anônima de panfletos que o atacava como imoral. Michael Jackson desistiu de um acordo para criar uma música e um vídeo para o filme Addams Family Values, retornando cerca de 5 milhões de dólares, e uma marca de fragrâncias foi cancelada por causa dos problemas de drogas de Michael Jackson. Michael Jackson completou o vídeo originalmente planejado para Addams Family Values e o lançou como Ghosts em 1996, com uma história envolvendo um maestro excêntrico que diverte crianças e é perseguido por um funcionário local preconceituoso. Em 14 de novembro de 1993, a PepsiCo encerrou sua parceria de nove anos com Michael Jackson, fazendo com que alguns fãs boicotassem a empresa. Jackson compôs músicas para o jogo eletrônico Sonic the Hedgehog 3, mas deixou o projeto e não foi creditado, possivelmente devido às acusações.
Michael Jackson produziu um show especial para a rede de televisão a cabo premium HBO, For One Night Only, que seria gravado na frente de uma plateia convidada especial no Beacon Theatre, em Nova Iorque, para ser transmitido em dezembro de 1995. Os shows foram cancelados após Jackson desmaiar no teatro em 6 de dezembro durante os ensaios. Jackson  foi internado durante a noite no Beth Israel Medical Center North. Os shows nunca foram remarcados. No ano seguinte, Michael iniciou a HIStory World Tour. Os únicos shows nos Estados Unidos foram dois shows no Aloha Stadium em Honolulu, no Havaí.
O álbum HIStory de Michael Jackson, lançado logo após as acusações, "cria uma atmosfera de paranoia", segundo o crítico Stephen Thomas Erlewine. Seu conteúdo se concentra nas lutas públicas pelas quais Michael passou antes de sua produção. Nas canções " Scream", "Tabloid Junkie" e "You Are Not Alone", Michael Jackson expressa sua raiva e mágoa em relação à mídia. Na balada "Stranger in Moscow", ele lamenta sua "rápida e repentina queda em desgraça". Em "D.S.", ele ataca um personagem identificado como Tom Sneddon, o promotor público que solicitou sua revista íntima. Michael Jackson descreve a pessoa como um supremacista branco que queria "me pegar, vivo ou morto". Sneddon disse: "Eu não, digamos assim, dei a honra de ouvi-la, mas me disseram que ela termina com o som de um tiro".
De acordo com o The Washington Post, o julgamento de O.J. Simpson ofuscou o escândalo de Michael Jackson. Uma fonte da promotoria distrital de Los Angeles disse que o escândalo ficou "em segundo plano" assim que o caso Simpson surgiu. Em 2021, um juiz observou que Michael Jackson não ganhou dinheiro com sua imagem entre 2006 e 2008 e disse que isso demonstra o efeito das acusações em sua carreira até sua morte.

### Outras alegações
Em 18 de dezembro de 2003, Michael Jackson foi acusado de sete crimes de abuso sexual de crianças e duas acusações de administração de uma substância intoxicante para cometer um delito sexual contra menor de idade, envolvendo Gavin Arvizo. Michael Jackson negou as acusações. Tom Sneddon novamente liderou a acusação.
O julgamento People v. Jackson começou em Santa Maria, Califórnia, em 31 de janeiro de 2005. O juiz permitiu depoimentos sobre alegações anteriores, incluindo o caso de 1993, para estabelecer se o réu tinha propensão a cometer certos crimes. No entanto, Jordan Chandler deixou o país para evitar testemunhar. Mesereau, o advogado de Michael Jackson, disse mais tarde: "Os promotores tentaram fazer com que [Chandler] comparecesse, mas ele se recusou. Se ele tivesse comparecido, eu teria testemunhas que viriam dizer que ele lhes disse que nunca aconteceu e que ele nunca mais falaria com seus pais pelo que eles o fizeram dizer."
June Chandler testemunhou que não falava com o filho há 11 anos. Durante seu depoimento, ela afirmou que não conseguia se lembrar de ter sido processada por Michael Jackson e que nunca tinha ouvido falar de seu próprio advogado. Ela também disse que nunca testemunhou nenhum abuso sexual. Michael Jackson foi considerado inocente de todas as 14 acusações em 13 de junho de 2005.
Em 2013, Wade Robson, que testemunhou em defesa de Michael Jackson, reverteu sua posição e entrou com um processo contra o espólio de Michael Jackson, alegando que Michael o havia abusado sexualmente quando Robson tinha entre sete e 14 anos de idade. As alegações de Robson e de outro homem, James Safechuck, são o foco do documentário de 2019 Leaving Neverland.